# Иван Кирков (комик)
Иван Иванов Кирков е български стендъп комедиант и продуцент. През 2014 година създава фестивал на комедията София. През 2015 година Иван Кирков основава Комеди Клуб София, а година по-късно – Комеди Клуб Пловдив, както и Фестивал на комедията Пловдив и Варна. Мениджър е на комедианти като Николаос Цитиридис, Петя Кюпова, Николай Банков, Александър Деянски, Христо Радоев и други.
В онлайн пространството Иван Кирков е създател, продуцент и водещ на Комеди Клуб Подкаст.

## Биография и творчество
Иван Кирков е роден на 30 август 1983 г. в Стара Загора, Народна Република България. Завършва ГПЧЕ Ромен Ролан с профил английски и френски език. След това учи в УНСС София, а по-късно заминава за Австрия и учи във Виенския Университет за икономика и бизнес (Wirtschaftsuniversität Wien).
През 2011 г. интересът му към комедията се запалва и започва да участва в стендъп вечери в клубове във Виена, а по-късно се връща, за да основе първата компания за продуциране на стендъп комедия в София и България. През 2012 година Иван основава компанията „Комеди БГ“, която организира ежегодния фестивал на комедията в София. Работата му с известните на Балканите Марина Орсаг, Никола Силич, Александър Перишич дава отражения в бързото му развитие като комедиант и продуцент.
Иван Кирков получава награда за комедиант на регион Адрия за 2014 г. на церемонията за комедийните награди в Скопие. Същата година основава комедийното шоу тип Open Mic. Срещата на Иван Кирков с дългогодишния му сценичен партньор – резидента в Комеди Клуб София – Васил Ножаров е ключов момент в развитието му.
Компанията, собственост на Иван Кирков – Comedy.bg, организира ежегодните комедийни награди на Комеди Клуб България.
През 2016 г. по покана на Иван Кирков в България идват две от най-големите световни звезди в комедията – Дилън Моран и няколко месеца по-късно Джими Кар. Година по-късно – през април 2017 година, Иван Кирков организира българско стендъп шоу в Зала 1 НДК, където участват 9 от менажираните от него комедианти на Комеди Клуб София. Само два дни по-късно Кирков организира и представление на Еди Изард в същата зала. По покана на Кирков в България идва същата година и един от най-уважаваните чернокожи комедианти във Великобритания – Стивън К. Амос.
Края на 2015 г. Иван Кирков отваря Комеди Клуб София, където става резидент като комедиант заедно с Никола Тодороски и Васил Ножаров.
Работи с имена като Луи Си Кей, Дилън Моран, Джими Кар, Еди Изард, Джон Клийз от Монти Пайтън, Даниел Слос, Стивън Кей Амос, Далисо Чапонда, Ола Комедианта, Катерина Врана, Марина Орсак, Никола Силич, Никола Тодороски, Васил Ножаров, като организира техни шоута в цяла България.
След старта на Комеди Клуб София, Кирков бързо търси нови лица, които да обучи и превърне в резидент комедианти на Комеди Клуба. Именно тогава първоначално като любители, а по-късно като професионални комедианти подписва договор с бъдещите резиденти на клуба: Николаос Цитиридис, Александър Деянски, Филип, Петя Кюпова (най-добрата) и Христо Радоев.
През 2016 г. копродуцира заедно с Охридския народен театър представлението „Писма от земята“ на Никола Тодороски.
През 2019 година Иван Кирков и Комеди Клуб София организират шоуто на Луи Си Кей в България.
През лятото на 2019 г. Кирков кани за резиденти на Комеди Клуб София още шест от основните комедианти на клуба: Александър Деянски, Николаос Цитиридис, Ники Банков, Филип, Петя Кюпова и Христо Радоев. 
През пролетта на 2020 г. компанията на Кирков преминава през редица затваряния заради Ковид-19. В края на 2022-а нещата се връщат към нормалното и комеди клубовете работят отново.
През 2022 Иван Кирков, отваря нова локация Комеди Клуб Пловдив. Година по-късно отваря и Комеди Клуб София голяма сцена.

## Подкаст
През 2016 г., Кирков създава Комеди Клуб Подкаст, на който е водещ. Малко по-късно стартира мрежа от подкасти, като най-популярните са Подкаст за Комеди Клуб Новините, Комеди Клуб Подкаст и Подкаста за шоубизнес. За 7 години създава общо над 1600 епизода с гостуване на известни комедианти, лица от българския шоубизнес, политици и др.
През 2020 г. поставя рекорд за най-дълго ток шоу предаване в България с 30 часа разговор на живо в Youtube.
През 2022 г., Кирков и екипът му печелят наградата „Подкаст на годината“ на годишните награди на списание „Грация“.

## Награди за стендъп комедия
През 2014 година Кирков създава Първите български награди за стендъп комедия, ежегодно връчвани от Комеди Клуб София, Комеди БГ и Фестивал на комедията. През годините наградата е печелена от комедианти като Николаос Цитиридис, Петя Кюпова, Ники Банков. Само няколко месеца след като Кирков и Комеди Клуб връчват наградата „Комедиант на годината“ на Николаос Цитиридис през 2019, той е набелязан от БТВ като бъдещия водещ на вечерното шоу в тяхната телевизия. През 2015 година Кирков се оттегля от състезанието като участник и няма право да се състезава за наградата „Комедиант на годината“, тъй като става част от журито на фестивала и на наградите.